# Canton (Mississippi)
Pour les articles homonymes, voir Canton (homonymie).
La ville de Canton est le siège du comté de Madison, situé dans l'État du Mississippi, aux États-Unis.